# جون كيلسو أورموند
جون كيلسو أورموند (بالإنجليزية: John Kelso Ormond)‏ هو طبيب مسالك بولية أمريكي، ولد في 25 مارس 1886 في مقاطعة أرمسترونغ في الولايات المتحدة، وتوفي في 25 فبراير 1978 في آن آربر في الولايات المتحدة.